# Comté de Vulcan
Le comté de Vulcan (anglais : Vulcan County) est un district municipal de 3 875 habitants en 2011, situé dans la province d'Alberta, au Canada.

## Communautés et localités
Ville
- Vulcan

Villages
- Arrowwood
- Carmangay
- Champion
- Lomond
- Milo

Hameaux
- Brant
- Ensign
- Herronton
- Kirkcaldy
- Mossleigh
- Queenstown
- Shouldice
- Travers

Localités
- Anastasia
- Armada
- Eyremore
- Farrow
- Majorville
- Pageant
- Peacock

Autres
- Kinnondale
- Waldeck

## Démographie
| 2001  | 2006  | 2011  | 2016  |
| ----- | ----- | ----- | ----- |
| 3 778 | 3 718 | 3 875 | 3 984 |